# Marest-sur-Matz
Marest-sur-Matz är en kommun i departementet Oise i regionen Hauts-de-France i norra Frankrike. Kommunen ligger i kantonen Ribécourt-Dreslincourt som tillhör arrondissementet Compiègne. År 2022 hade Marest-sur-Matz 377 invånare.

## Befolkningsutveckling
Antalet invånare i kommunen Marest-sur-Matz
| Referens: INSEE |